# Pulamaipithan
Pulavar Pulamaipithan (ur. 1935, zm. 7 września 2021) – indyjski poeta, autor tekstów piosenek filmowych, także polityk.
Pochodzi z Coimbatore, pracował jako nauczyciel tamilskiego. Pracę w przemyśle filmowym rozpoczął w 1964. Stworzył teksty utworów z takich filmów jak Adimai Penn, Idhayakkani czy Ulagam Sutrum Valiban. Pełnił funkcję zastępcy przewodniczącego Rady Ustawodawczej Tamil Nadu, przewodniczył też prezydium AIADMK. Opublikował Bookellamae Bali Pidamaai. Uhonorowany tytułem poeta laureatus przez M.G. Ramachandrana. Czterokrotnie nagradzany Tamil Nadu State Film Award (1977–1978, 1980–1981, 1988, 1993). Otrzymał również nagrodę Periyara, przyznawaną przez rząd stanowy (2001).